# Корнилов, Лев Сергеевич
Лев Сергеевич Корнилов (26 января 1984, Находка) — российский футболист, защитник, полузащитник.
Воспитанник ДЮСШ «Водник» Находка. Первый профессиональный контракт подписал с клубом «Океан» Находка в 22 года после службы в армии. В 2006—2007 годах во втором дивизионе провёл 49 игр, забил два гола. Был на просмотре в московском «Динамо», но 2008 год провёл команде первого дивизиона «Динамо» Барнаул. Далее играл в первом дивизионе за «Урал» Екатеринбург (2009), «Луч-Энергию» Владивосток (2009), «СКА-Энергию» Хабаровск (2010). Отыграв 2011 год в «Динамо» Брянск, весеннюю часть сезона 2011/12 провёл в аренде в клубе ПФЛ «Тюмень», в котором отыграл следующий сезон, подписав полноценный контракт. В сезоне 2013/14 за московское «Торпедо», вышедшее по итогам стыковых матчей в премьер-лигу, провёл 10 матчей. Следующий сезон провёл на правах аренды в клубе ПФЛ «Сатурн» Раменское. После окончания сезона 2014/15 находился в статусе свободного агента. В феврале 2016 подписал контракт с клубом ПФЛ «Носта» Новотроицк, следующий сезон отыграл в ФНЛ в «Нефтехимике» Нижнекамск. Сезон 2017/18 провёл в ПФЛ в клубе «Сызрань-2003».
Выступал за сборную Абхазии.